# Konklave August 1978

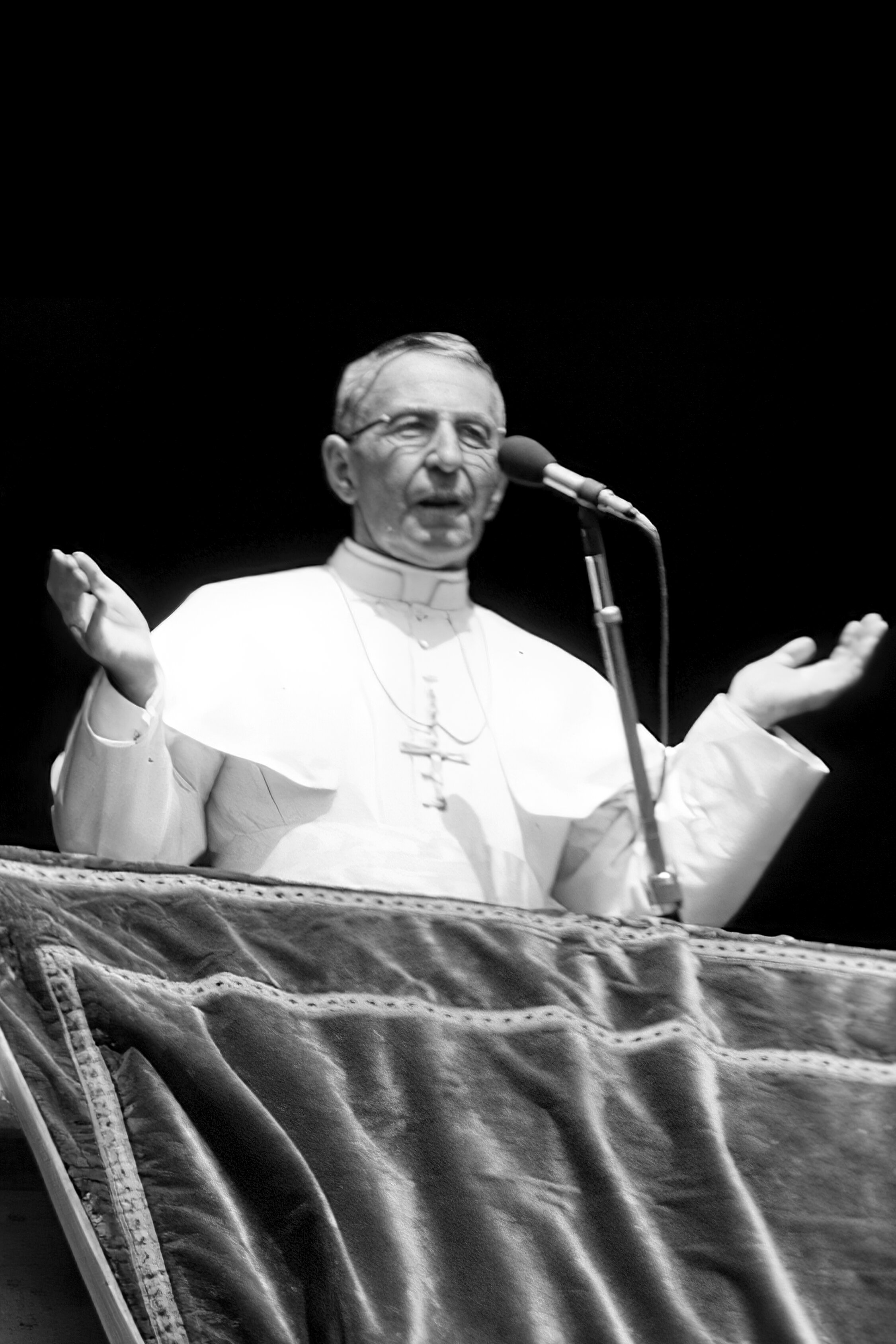
Der beim Konklave gewählte Papst Johannes Paul I.

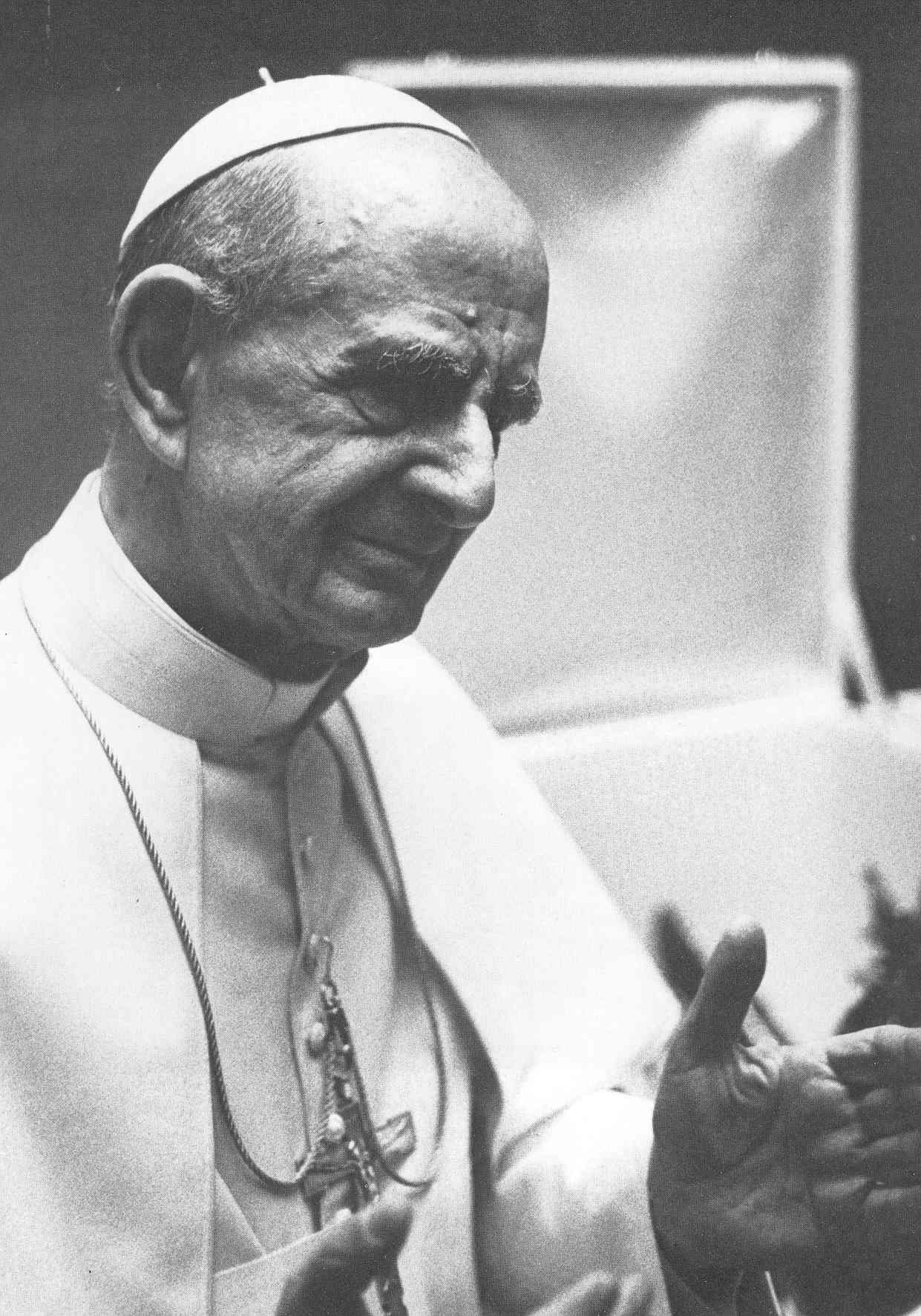
Der 1978 verstorbene Papst Paul VI.

Wappen des Heiligen Stuhls zur Sedisvakanz (Camerlengo Jean-Marie Kardinal Villot)

Das erste Konklave von 1978 fand vom 25. August bis 26. August 1978 in Rom statt. Im Konklave wurde der Patriarch von Venedig Kardinal Albino Luciani als Papst Johannes Paul I. gewählt. Es benötigte knapp einen Tag für seine Wahl, bis am Abend des 26. August gegen 19:00 Uhr MESZ der neue Papst zum ersten Mal auf der Loggia des Petersdomes erschien. Er war der Nachfolger von Papst Paul VI. In diesem Konklave galt zum ersten Mal die 1970 eingeführte Altersgrenze für Kardinäle (unter 80 Jahren bei Beginn der Sedisvakanz).

## Amtsträger oder Funktionsinhaber
Während der Sedisvakanz nach dem Tod von Papst Paul VI. vom 6. August 1978 bis zum 26. August 1978 wurden die genannten Ämter von folgenden Personen ausgeübt:

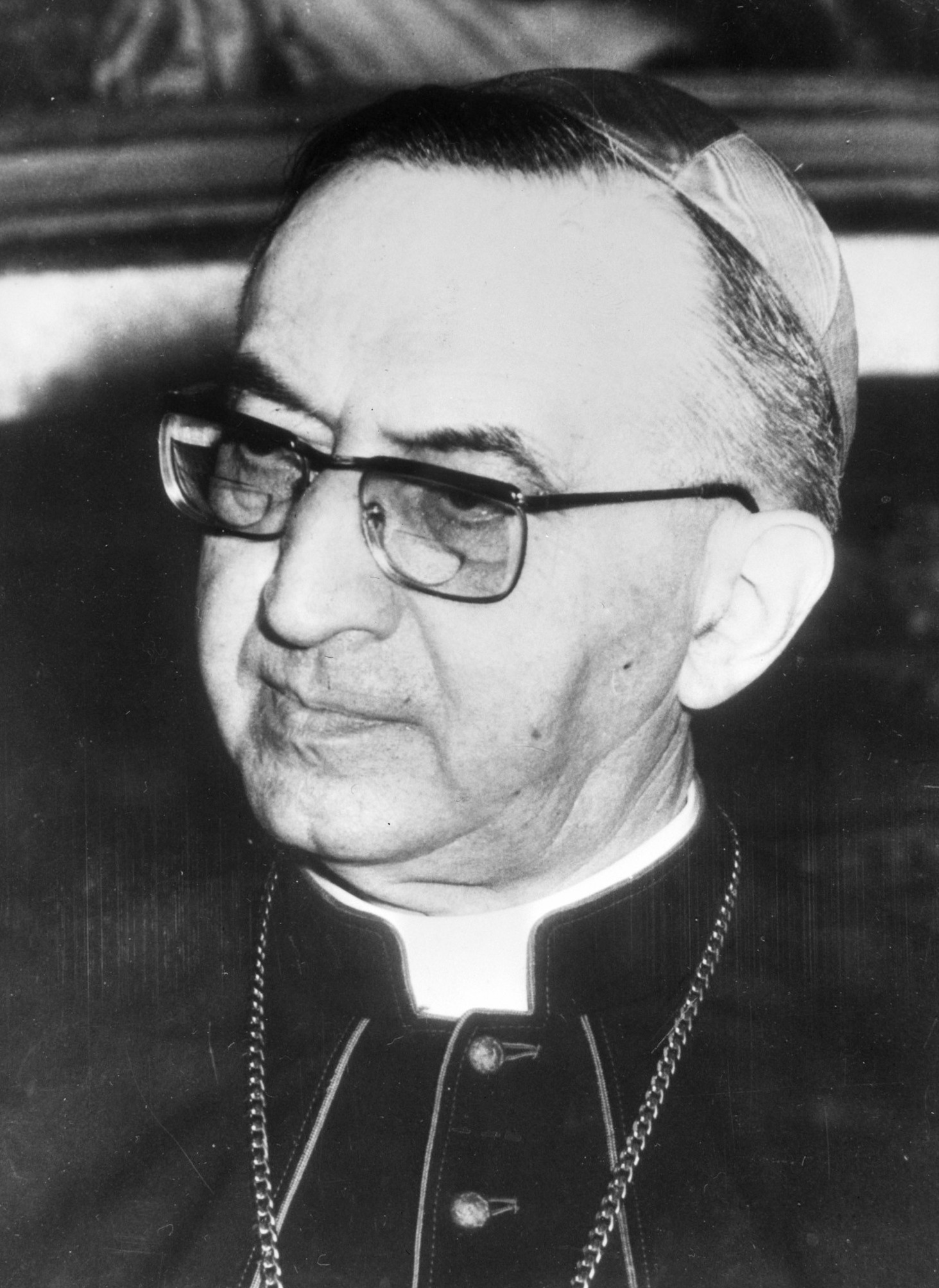
Kardinal Villot, während der Sedisvakanz Camerlengo

- Camerlengo: Jean-Marie Kardinal Villot
- Kardinaldekan: Carlo Kardinal Confalonieri
- Subdekan des Kardinalskollegiums: Paolo Kardinal Marella
- Päpstlicher Zeremonienmeister: Virgilio Noè
- Kardinalvikar für die Diözese Rom: Ugo Kardinal Poletti
- Almosenier Seiner Heiligkeit: Erzbischof Antonio Maria Travia
- Erzpriester der Vatikanbasilika: Paolo Kardinal Marella

Da sowohl der Kardinaldekan als auch der Kardinalsubdekan älter als 80 Jahre und damit nicht mehr teilnahmeberechtigt waren, wurde das Konklave von dem ranghöchsten Kardinalbischof, Kardinal Villot, geleitet.

## Teilnehmer
An der Wahl nahmen folgende 111 Kardinäle teil:
- Bernard Jan Alfrink ( Niederlande)
- Luis Aponte Martínez ( Puerto Rico)
- Juan Carlos Aramburu ( Argentinien)
- Paulo Evaristo Arns OFM ( Brasilien)
- Corrado Bafile ( Italien)
- Sebastiano Baggio ( Italien)
- William Wakefield Baum ( Vereinigte Staaten)
- Giovanni Benelli ( Italien)
- Alfred Bengsch ( DDR/ BR Deutschland/ Berlin)
- Octavio Antonio Beras Rojas ( Dominikanische Republik)
- Paolo Bertoli ( Italien)
- José María Bueno y Monreal ( Spanien)
- John Carberry ( Vereinigte Staaten)
- Francesco Carpino ( Italien)
- Mario Casariego y Acevedo CRS ( Guatemala)
- Mario Luigi Ciappi ( Italien)
- John Cody ( Vereinigte Staaten)
- Giovanni Colombo ( Italien)
- Terence Cooke ( Vereinigte Staaten)
- Thomas Cooray OMI ( Sri Lanka)
- Joseph Cordeiro ( Pakistan)
- Justinus Darmojuwono ( Indonesien)
- John Francis Dearden ( Vereinigte Staaten)
- Maximilien de Fürstenberg ( Belgien)
- Reginald John Delargey ( Neuseeland)
- Léon-Étienne Duval ( Algerien)
- Dominic Ignatius Ekandem ( Nigeria)
- Vicente Enrique y Tarancón ( Spanien)
- Pericle Felici ( Italien), Kardinalprotodiakon
- George Bernard Flahiff CSB ( Kanada)
- Ermenegildo Florit ( Italien)
- James Darcy Freeman ( Australien)
- Bernardin Gantin ( Benin)
- Gabriel-Marie Garrone ( Frankreich)
- Marcelo González Martín ( Spanien)
- Paul Gouyon ( Frankreich)
- Gordon Gray ( Vereinigtes Königreich)
- Sergio Guerri ( Italien)
- Louis-Jean Guyot ( Frankreich)
- Joseph Höffner ( BR Deutschland)
- George Basil Hume ( Vereinigtes Königreich)
- Narciso Jubany ( Spanien)
- Stephen Kim Sou-hwan ( Südkorea)
- James Robert Knox ( Australien)
- Franz König ( Österreich)
- John Joseph Krol ( Vereinigte Staaten)
- Juan Landázuri Ricketts OFM ( Peru)
- Paul-Émile Léger ( Kanada)
- László Lékai ( Ungarn)
- Aloísio Lorscheider OFM ( Brasilien)
- Albino Luciani ( Italien) (zu Johannes Paul I. gewählt)
- Joseph-Albert Malula ( Zaire)
- Timothy Manning ( Vereinigte Staaten)
- François Marty ( Frankreich)
- Josef Clemens Maurer CSsR ( Bolivien/ BR Deutschland)
- Owen McCann ( Südafrika)
- Humberto Sousa Medeiros ( Vereinigte Staaten)
- Umberto Mozzoni ( Italien)
- Aníbal Muñoz Duque ( Kolumbien)
- Pablo Muñoz Vega ( Ecuador)
- Mario Nasalli Rocca di Corneliano ( Italien)
- Emmanuel Kiwanuka Nsubuga ( Uganda)
- Silvio Oddi ( Italien)
- Maurice Michael Otunga ( Kenia)
- Pietro Palazzini ( Italien)
- Salvatore Pappalardo ( Italien)
- Joseph Parecattil ( Indien)
- Giuseppe Paupini ( Italien)
- Michele Pellegrino ( Italien)
- Paul-Pierre Philippe OP ( Frankreich)
- Lawrence Trevor Picachy SJ ( Indien)
- Sergio Pignedoli ( Italien)
- Eduardo Francisco Pironio ( Argentinien)
- Ugo Poletti ( Italien), Kardinalvikar
- Antonio Poma ( Italien)
- Raúl Francisco Primatesta ( Argentinien)
- José Quintero Parra ( Venezuela)
- Joseph Ratzinger ( BR Deutschland)
- Victor Razafimahatratra SJ ( Madagaskar)
- Alexandre-Charles Renard ( Frankreich)
- António Ribeiro ( Portugal)
- Julio Rosales y Ras ( Philippinen)
- Agnelo Rossi ( Brasilien)
- Opilio Rossi ( Italien)
- Maurice Roy ( Kanada)
- Laurean Rugambwa ( Tansania)
- José Salazar López ( Mexiko)
- Eugênio de Araújo Sales ( Brasilien)
- Antonio Samorè ( Italien)
- Alfredo Vicente Scherer ( Brasilien)
- Joseph Schröffer ( BR Deutschland)
- Giuseppe Maria Sensi ( Italien)
- Franjo Šeper ( Jugoslawien)
- Stephanos I. Sidarouss CM ( Ägypten)
- Raúl Silva Henríquez SDB ( Chile)
- Jaime Lachica Sin ( Philippinen)
- Giuseppe Siri ( Italien)
- Léon-Joseph Suenens ( Belgien)
- Pio Taofinuʻu SM ( Westsamoa)
- Hyacinthe Thiandoum ( Senegal)
- František Tomášek ( Tschechoslowakei)
- Joseph Marie Trịnh Như Khuê ( Vietnam)
- Corrado Ursi ( Italien)
- Egidio Vagnozzi ( Italien)
- Avelar Brandão Vilela ( Brasilien)
- Jean-Marie Villot ( Frankreich) Kardinalstaatssekretär
- Hermann Volk ( BR Deutschland)
- Johannes Willebrands ( Niederlande)
- Karol Wojtyła ( Polen)
- Stefan Wyszyński ( Polen)
- Paul Zoungrana M. Afr. ( Obervolta)

Krankheitsbedingt fehlten beim Konklave der amerikanische Kardinal John Joseph Wright, der Erzbischof von Bombay, Valerian Gracias, und der polnische Kurienkardinal Bolesław Filipiak. 15 weitere Kardinäle nahmen nicht am Konklave teil, weil sie bereits über 80 Jahre alt waren.

### Nicht teilnahmeberechtigte Kardinäle
Durch die in Ingravescentem aetatem (1970) festgelegt und in Romano Pontifici Eligendo (1975) wiederholte Regelung waren Kardinäle, die das 80. Lebensjahr vollendet hatten, von der Wahl ausgeschlossen. Insgesamt waren 15 Kardinäle betroffen.
- Carlos Carmelo de Vasconcellos Motta, Erzbischof von Aparecida
- Josef Frings, emeritierter Erzbischof von Köln
- Antonio Caggiano, emeritierter Erzbischof von Buenos Aires
- James Francis McIntyre, emeritierter Erzbischof von Los Angeles
- Alfredo Ottaviani, emeritierter Präfekt der Kongregation für die Glaubenslehre
- Carlo Confalonieri, Dekan des Kardinalskollegiums
- Antonio María Barbieri, emeritierter Erzbischof von Montevideo
- Alberto di Jorio, pensionierter Kurienkardinal
- Paolo Marella, Subdekan des Kardinalskollegiums
- Jossyf Slipyj, Großerzbischof von Lemberg
- Lawrence Shehan, emeritierter Erzbischof von Baltimore
- Patrick Aloysius O’Boyle, emeritierter Erzbischof von Washington
- Pietro Parente, Theologe
- Miguel Darío Miranda y Gómez, emeritierter Erzbischof von Mexiko
- Ferdinando Giuseppe Antonelli, emeritierter Sekretär der Ritenkongregation

## Verlauf
Am ersten Tag des Konklaves, dem 25. August 1978, erbrachte der erste Wahlgang 25 Stimmen für den Erzbischof von Genua, Kardinal Siri, gefolgt von 23 Stimmen für den Patriarchen von Venedig, Kardinal Luciani. Außerdem erhielt Kardinal Wojtyła 4 Stimmen. Im zweiten Wahlgang hat sich dann die Zahl der Stimmen für Siri leicht erhöht, diejenigen für Luciani blieben stabil. In der Unterbrechung vor den nachmittäglichen Wahlgängen soll es zu einem Treffen der progressiveren Kardinäle um den belgischen Kardinal Suenens gekommen sein, in dem aus Sorge vor einem möglichen Pontifikat Siris die Unterstützung für Luciani beschlossen wurde. Folgerichtig erreichte Luciani im dritten Wahlgang wohl mehr als siebzig Stimmen, um im vierten mit deutlicher Mehrheit gewählt zu werden.
Luciani nahm als erster Papst der Geschichte einen Doppelnamen an und nannte sich Johannes Paul I. Außerdem verzichtete er auf die traditionelle Krönung des Papstes mit der Tiara durch den Kardinalprotodiakon und beließ es – wie bislang alle seine Nachfolger – bei einer Messe zur Amtseinführung, bei der ihm der Kardinalprotodiakon das Pallium anlegte.

## Trivia
Kardinal Siri soll seinem Biographen Benny Lai gegenüber geäußert haben, dass er eine halbe Flasche Cognac mit in das Konklave mitgenommen habe, weil er an den früheren Konklaven teilgenommen habe und wusste, dass er gebraucht würde.
Kardinal Oddi wiederum soll sich auf seine Befugnisse als Mitglied des Aufsichtskomitees berufen haben, um die Konklavesiegel von seinem Fenster entfernen zu lassen, da der Raum andernfalls zu einer Erstickungskammer werde. Möglicherweise war dieses Problem darauf zurückzuführen, dass 111 am Konklave teilnehmende Kardinäle – ein zuvor nicht dagewesener Umstand – eine besondere Herausforderung an die Organisation des Konklaves darstellten.

## Weblink
- Erinnerung der Erzdiözese Wien aus Anlass des 45. Jahrestages der Wahl Johannes Pauls I.